# Eupithecia mesodeicta
Eupithecia mesodeicta är en fjärilsart som beskrevs av Louis Beethoven Prout 1938. Eupithecia mesodeicta ingår i släktet Eupithecia och familjen mätare. Inga underarter finns listade i Catalogue of Life.